# Церковь Уганды
 Це́рковь Провинции Уганды (англ. Church of the Province of Uganda) или же  Церковь Уганды  (англ. Church of Uganda) — христианская церковь в Уганде, состоящая из 34 диоцезов и являющаяся членом Англиканского Сообщества. По переписи 2002 года членами церкви являлись 8 782 821 человек (35,9 % процентов населения Уганды). Нынешний примас церкви епископ Генри Люк Оромби.

## История
Первыми европейскими миссионерами в Уганде являлись представили Церковной Миссионерской Организации, С.Т Вильсон и Шергольд Смит, прибывшие на территорию страны в июне 1877. Изначально миссионеры обосновались при дворе Кабаки (правителя) Буганды вблизи современной Кампалы.
Правящий в то время Кабака Мутеса I достаточно враждебно относился к Англиканству, но разрешил миссионерам обосноваться при дворе в качестве противовеса уже присутствующим Католическим и Мусульманским миссионерам. Вскоре после прихода к престолу его преемник, Мванга II, решил покончить с новой верой — высылая из страны миссионеров и принуждая своих подданных покинуть христианство под страхом смертной казни.
В 1885 году трое угандийских англиканцев были казнены, а новоприбывший Архиепископ Восточной Экваториальной Африки, Джеймс Ханнингтон, вместе со свитой был заточён. Позднее епископ был казнён. Вскоре по указу Кабаки начались всеобщие гонения на христиан. Погибшие в этот период были позднее прославлены как Святые Мученики Уганды Католической Церковью и Англиканским Собранием.
Эти события привели к гражданской войне в Буганде, к вмешательству Имперской Британской Восточно-Африканской Компании и установлению Британского протектората над государством. При британском правительстве англиканство начало свободно распространяться.
В 1897 году в был установлен Диоцез Уганды, в 1893 годы были впервые рукоположены представители коренных племён. Вскоре Буганда стала центром миссионерской деятельности в районе великих озёр. В начале XX века церковь начинает активно заниматься образованием — строятся школы, в 1913 году открывается Богословский Колледж.
Во время диктатуры Генерала Иди Амина  Церковь Уганды активно противостояла правительству, что привело к гибели архиепископа в 1977 году.
В 1980 году приходы в Руанде и Бурунди были выделены в самостоятельную провинцию (епархию).
В последние годы, вследствие разногласий в Англиканском Собрание, Церковь Уганды стала достаточна влиятельна в Американской Англиканской Церкви.